# Kanton Auneau
Kanton Auneau (francouzsky Canton d'Auneau) je francouzský kanton v departementu Eure-et-Loir v regionu Centre-Val de Loire. Tvoří ho 28 obcí.

## Obce kantonu
- Ardelu
- Aunay-sous-Auneau
- Auneau
- Béville-le-Comte
- Champseru
- La Chapelle-d'Aunainville
- Châtenay
- Denonville
- Francourville
- Garancières-en-Beauce
- Le Gué-de-Longroi
- Houville-la-Branche
- Léthuin
- Levainville
- Maisons
- Moinville-la-Jeulin
- Mondonville-Saint-Jean
- Morainville
- Oinville-sous-Auneau
- Orlu
- Oysonville
- Roinville
- Saint-Léger-des-Aubées
- Sainville
- Santeuil
- Umpeau
- Vierville
- Voise